# Evangelický kostel (Zlín)
Evangelický kostel ve Zlíně byl vystavěn v meziválečném období podle plánů architekta Vladimíra Karfíka, spjatého s firmou Baťa. Slavnostně otevřen byl na Velikonoční pondělí 29. března 1937. Nachází se na křižovatce Štefánikovy a Slovenské ulice.

## Historie
Výkopové práce byly zahájeny 17. července 1936. Kostel byl vybudován za výrazné podpory firmy Baťa – českobratrskému sboru věnovala polovinu ceny pozemku a stavbu fary realizovala na vlastní náklady. Nejvyšší částku věnoval Jan Antonín Baťa, a to pět tisíc korun.
Za stavbu byl odpovědný zlínský stavitel Josef Winkler. Zlínští evangelíci se nakonec kvůli snížení výdajů rozhodli upustit od koupě dvou zvonů, takže věž zvonice nikdy nesloužila svému hlavnímu účelu. To se změnilo na podzim roku 2016, kdy byl do kostela zakoupen zvon.
Konečná cena stavby včetně zařízení dosáhla 403 tisíc korun.
Začátkem 70. let kostel doplnily varhany z krnovské firmy Rieger–Kloss.

## Společenství církví
V době komunistického režimu v kostele působilo až pět nekatolických církví – kromě Českobratrské církve evangelické to byla Církev československá husitská, Církev bratrská, Adventisté sedmého dne a Bratrská jednota baptistů. I v současnosti (2024) kostel využívá k bohoslužbám mimo ČCE také Církev československá husitská.